# Marlies Oester
Marlies Oester, švicarska alpska smučarka, * 22. avgust 1976, Adelboden, Švica.
Nastopila je na Olimpijskih igrah 2002, kjer je dosegla četrto mesto v kombinaciji in odstopila v slalomu. V štirih nastopih na svetovnih prvenstvih je osvojila bronasto medaljo leta 2003 v kombinaciji, leta 1997 je bila v isti disciplini peta. V svetovnem pokalu je tekmovala enajst sezon med letoma 1994 in 2005 ter dosegla eno zmago in še eno uvrstitev na stopničke, obe v slalomu. V skupnem seštevku svetovnega pokala je bila najvišje na 32. mestu leta 2002, leta 2003 je bila šesta v kombinacijskem seštevku. 